# Adolfo Cambiaso
Adolfo Cambiaso (Partido di Cañuelas, 15 aprile 1975) è un giocatore di polo argentino.
Con un handicap di 10 goal prima di Facundo Pieres era il giocatore più giovane ad aver raggiunto quell'obiettivo, ed attualmente occupa la prima posizione nella graduatoria mondiale.
Anche grazie ai numerosi trofei vinti giocando in Argentina, Inghilterra e Stati Uniti è considerato il miglior giocatore al mondo di polo, ed ha partecipato per 15 volte gli Open d'Argentina, vincendone 7 e segnato 535 goal. A livello personale ha ricevuto numerosi riconoscimenti, come l'Olimpia de Plata nel 1997 che viene assegnato al miglior giocatore argentino di polo e il miglior giocatore dell'Abierto Argentino sempre nello stesso anno. Nel 2002 ha vinto la Coppa Quilmes con la sua nazionale. Nel 1997 insieme a Bartolomé Castagnola ha fondato la squadra La Dolfina Polo Club.